# Neosebastes capricornis
Neosebastes capricornis är en fiskart som beskrevs av Hiroyuki Motomura 2004. Neosebastes capricornis ingår i släktet Neosebastes och familjen Neosebastidae. Inga underarter finns listade i Catalogue of Life.